# × Festulolium
× Festulolium là một chi thực vật có hoa trong họ Hòa thảo (Poaceae).

## Loài
Chi × Festulolium gồm các loài:
- × Festulolium hercynicum (Wein) Banfi, Galasso, Foggi, Kopecký & Ardenghi (Festuca rubra × Lolium pratense)
- × Festulolium pseudofallax (Wein) Banfi, Galasso, Foggi, Kopecký & Ardenghi (Festuca ovina × L. pratense)
- × Festulolium wippraense (Wein) Banfi, Galasso, Foggi, Kopecký & Ardenghi (Festuca heterophylla × L. pratense)